# Pez eléctrico

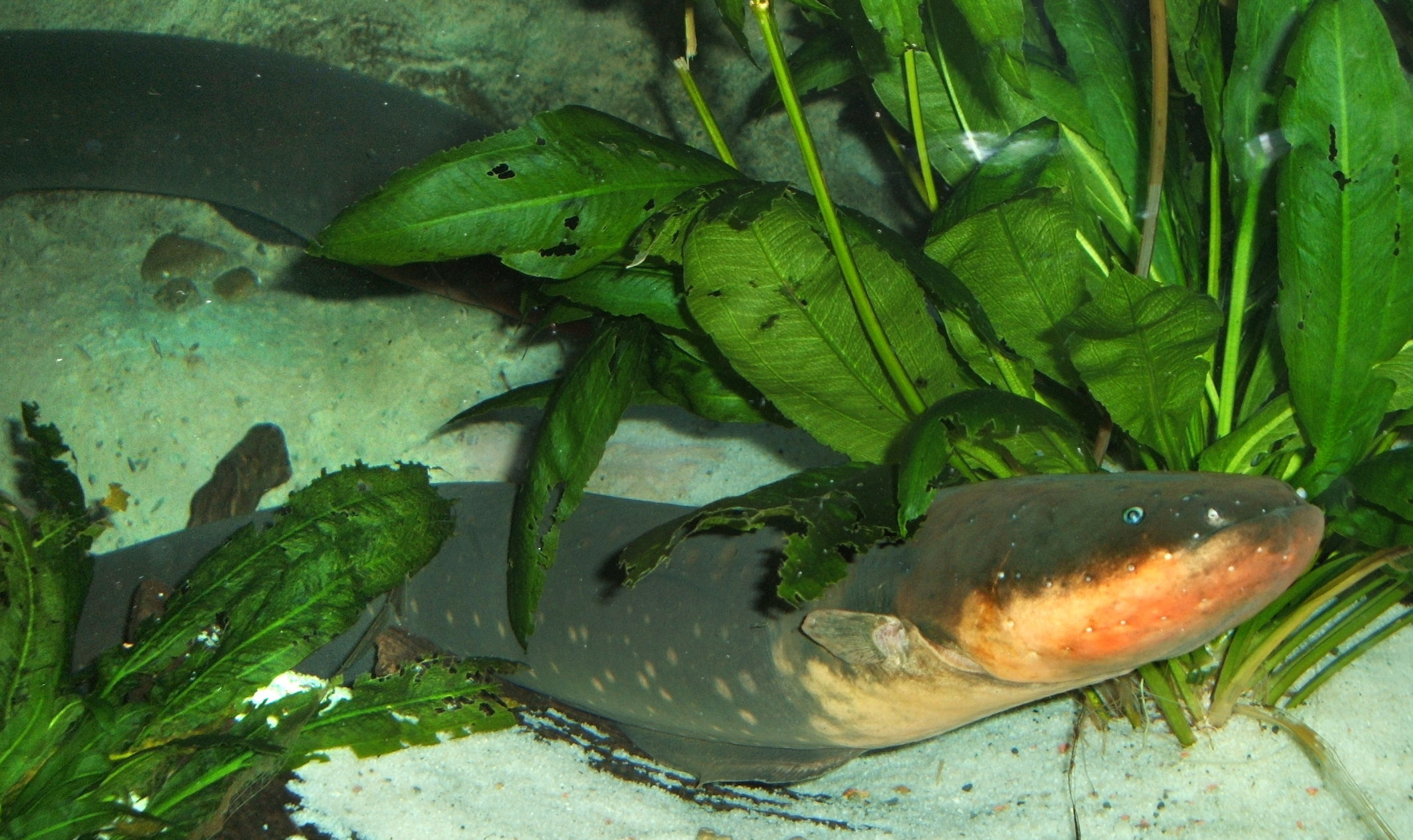
Entre los peces eléctricos se encuentran las anguilas eléctricas, peces cuchillo capaces de generar un campo eléctrico, tanto de bajo voltaje para electrorrecepción como de alto voltaje para aturdir a sus presas.

Un pez eléctrico es cualquier pez que pueda generar campos eléctricos, ya sea para detectar objetos a su alrededor, como para defenderse o aturdir a sus presas. La mayoría de peces capaces de producir descargas también son electrorreceptores, lo que significa que pueden detectar campos eléctricos. La única excepción son los uranoscópidos. Los peces eléctricos, aunque son una pequeña minoría de todos los peces, incluyen a especies oceánicas y de agua dulce, y a peces cartilaginosos y óseos.
Producen sus campos eléctricos a partir de un órgano eléctrico que está formado por electrocitos, que son células musculares o nerviosas modificadas, especializadas en producir fuertes campos eléctricos, utilizados para localizar presas, para la defensa contra depredadores y para producir señales, como para por ejemplo para el cortejo. Las descargas eléctricas de los órganos son de dos tipos, pulsos y ondas, y varían tanto según la especie como según la función.

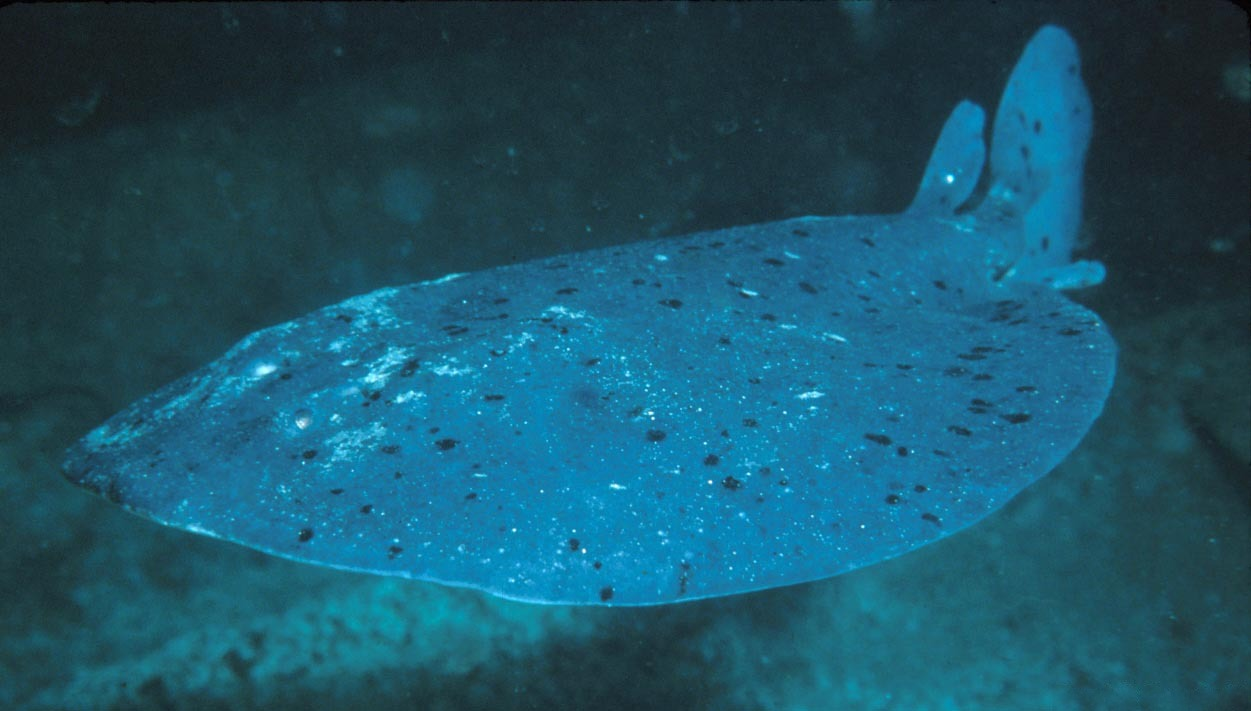
Torpedo (Torpedo californica)

Los peces eléctricos han desarrollado muchos comportamientos especializados. El bagre de dientes afilados, un pez africano depredador, escucha a escondidas a su presa, un mormírido débilmente eléctrico, para localizarla cuando caza, lo que impulsa a la presa a desarrollar señales eléctricas que son más difíciles de detectar. Los Hypopomidae producen un patrón de descarga eléctrica similar al patrón de electrorrecepción de la peligrosa anguila eléctrica, probablemente una forma de mimetismo batesiano para disuadir a los depredadores. Los peces cuchillo de cristal, que utilizan frecuencias similares, aumentan o disminuyen sus frecuencias en una respuesta para evitar interferencias; los peces navaja africanos han desarrollado de manera convergente un mecanismo casi idéntico.

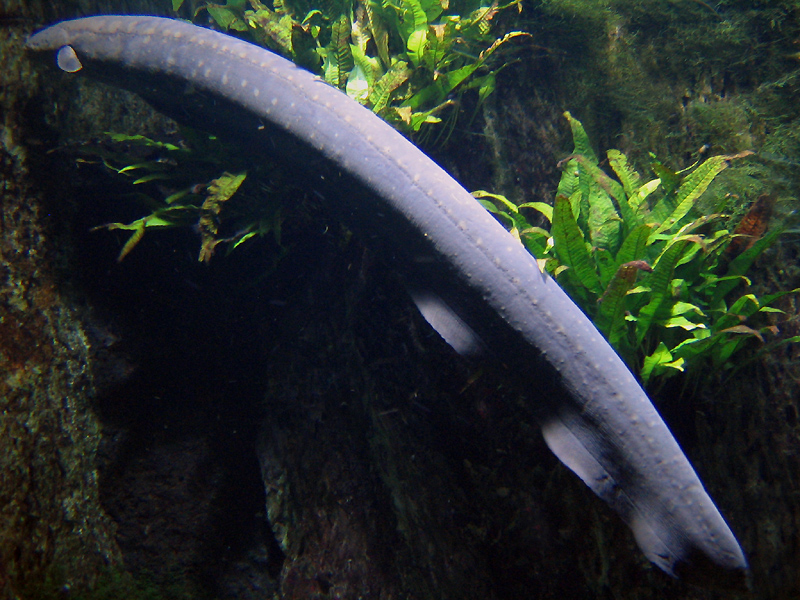
Anguila eléctrica (Electrophorus electricus)

## Evolución y filogenia
Todos los peces, y de hecho todos los vertebrados, utilizan señales eléctricas en sus nervios y músculos. Los peces cartilaginosos y algunos otros grupos basales utilizan la electrolocalización pasiva con sensores que detectan campos eléctricos; el ornitorrinco y el equidna han desarrollado esta capacidad por separado. Los peces cuchillo y los peces elefante se electrolocalizan activamente, generando campos eléctricos débiles para encontrar presas. Por último, los peces de varios grupos tienen la capacidad de lanzar descargas eléctricas lo suficientemente potentes como para aturdir a sus presas o repeler a depredadores. Entre ellos, sólo los Uranoscópidos, un grupo de peces óseos marinos, no utilizan también la electrorrecepción.
En los vertebrados, la electrorrecepción es un rasgo ancestral, lo que significa que estaba presente en su último ancestro común. Esta forma de electrorrecepción ancestral se llama electrorrecepción ampular, proveniente del nombre de los órganos receptivos implicados, las ampollas de Lorenzini; que evolucionaron a partir de los sensores mecánicos de la línea lateral y existen en peces cartilaginosos (tiburones, rayas y quimeras), peces pulmonados, bichires, celacantos, esturiones, peces espátula, salamandras acuáticas y cecilias. Las ampollas de Lorenzini se perdieron temprano en la evolución de los peces óseos y los tetrápodos. Cuando en estos grupos existe electrorrecepción, fue adquirida de forma secundaria durante la evolución, utilizando órganos distintos a las ampollas de Lorenzini y no homólogos de ellas. La mayoría de peces óseos más comunes no son eléctricos. Existen alrededor de 350 especies de peces eléctricos.
Los órganos eléctricos han evolucionado ocho veces, cuatro de ellas para convertirse en órganos lo suficientemente potentes como para producir una descarga eléctrica. Cada uno de estos grupos es un clado. La mayoría evolucionaron a partir de tejido miogénico (que forma el músculo), sin embargo, un grupo de Gymnotiformes, los Apteronotidae, derivaron su órgano eléctrico del tejido neurogénico (que forma los nervios). En el Gymnarchus niloticus (el pez navaja africano), los músculos de la cola, el tronco, el hipobranquial y los ojos están incorporados al órgano, probablemente para proporcionar una fijación rígida para los electrodos mientras nada. En algunas otras especies, la aleta caudal se pierde o se reduce, lo que puede reducir la flexión lateral al nadar, permitiendo que el campo eléctrico permanezca estable para la electrorrecepción. Hubo una evolución convergente en estas características entre los mormíridos y los gimnótidos. Las especies de peces eléctricos que viven en hábitats con pocos obstáculos, como algunos peces que viven en el fondo, muestran estas características de manera menos prominente. Esto implica que la convergencia para la electrorrecepción es de hecho lo que ha impulsado la evolución de los órganos eléctricos en los dos grupos.
Los peces electroreceptores activos están marcados en el árbol filogenético con un pequeño rayo amarillo. Los peces capaces de lanzar descargas eléctricas están marcados con un rayo rojo . No se muestran especies no eléctricas y puramente electrolocalizadoras pasivas.
|  | Torpediniformes (rayas eléctricas) (69 spp) |
|  |                                             |
|  | Rajiformes (rayas) (~200 spp)               |
|  |                                             |

| Mormyridae                  | peces elefante (~200 spp)  |
| órganos de knollen (pulsos) | peces elefante (~200 spp)  |
| Gymnarchidae                | Pez navaja africano (1 sp) |
| órganos de knollen (ondas)  | Pez navaja africano (1 sp) |

| Sudamérica          | (>100 spp) |
| peces cuchillo      | (>100 spp) |
| Anguilas eléctricas | (3 spp)    |
|                     | (3 spp)    |

| Peces gato eléctricos | (11 spp) |
|                       | (11 spp) |

| Sudamérica          | (>100 spp) |
| peces cuchillo      | (>100 spp) |
| Anguilas eléctricas | (3 spp)    |
|                     | (3 spp)    |

| Peces gato eléctricos | (11 spp) |
|                       | (11 spp) |

| Sudamérica          | (>100 spp) |
| peces cuchillo      | (>100 spp) |
| Anguilas eléctricas | (3 spp)    |
|                     | (3 spp)    |

| Peces gato eléctricos | (11 spp) |
|                       | (11 spp) |

| Sudamérica          | (>100 spp) |
| peces cuchillo      | (>100 spp) |
| Anguilas eléctricas | (3 spp)    |
|                     | (3 spp)    |

| Peces gato eléctricos | (11 spp) |
|                       | (11 spp) |

| Mormyridae                  | peces elefante (~200 spp)  |
| órganos de knollen (pulsos) | peces elefante (~200 spp)  |
| Gymnarchidae                | Pez navaja africano (1 sp) |
| órganos de knollen (ondas)  | Pez navaja africano (1 sp) |

| Sudamérica          | (>100 spp) |
| peces cuchillo      | (>100 spp) |
| Anguilas eléctricas | (3 spp)    |
|                     | (3 spp)    |

| Peces gato eléctricos | (11 spp) |
|                       | (11 spp) |

| Sudamérica          | (>100 spp) |
| peces cuchillo      | (>100 spp) |
| Anguilas eléctricas | (3 spp)    |
|                     | (3 spp)    |

| Peces gato eléctricos | (11 spp) |
|                       | (11 spp) |

| Sudamérica          | (>100 spp) |
| peces cuchillo      | (>100 spp) |
| Anguilas eléctricas | (3 spp)    |
|                     | (3 spp)    |

| Peces gato eléctricos | (11 spp) |
|                       | (11 spp) |

| Sudamérica          | (>100 spp) |
| peces cuchillo      | (>100 spp) |
| Anguilas eléctricas | (3 spp)    |
|                     | (3 spp)    |

| Peces gato eléctricos | (11 spp) |
|                       | (11 spp) |

| Mormyridae                  | peces elefante (~200 spp)  |
| órganos de knollen (pulsos) | peces elefante (~200 spp)  |
| Gymnarchidae                | Pez navaja africano (1 sp) |
| órganos de knollen (ondas)  | Pez navaja africano (1 sp) |

| Sudamérica          | (>100 spp) |
| peces cuchillo      | (>100 spp) |
| Anguilas eléctricas | (3 spp)    |
|                     | (3 spp)    |

| Peces gato eléctricos | (11 spp) |
|                       | (11 spp) |

| Sudamérica          | (>100 spp) |
| peces cuchillo      | (>100 spp) |
| Anguilas eléctricas | (3 spp)    |
|                     | (3 spp)    |

| Peces gato eléctricos | (11 spp) |
|                       | (11 spp) |

| Sudamérica          | (>100 spp) |
| peces cuchillo      | (>100 spp) |
| Anguilas eléctricas | (3 spp)    |
|                     | (3 spp)    |

| Peces gato eléctricos | (11 spp) |
|                       | (11 spp) |

| Sudamérica          | (>100 spp) |
| peces cuchillo      | (>100 spp) |
| Anguilas eléctricas | (3 spp)    |
|                     | (3 spp)    |

| Peces gato eléctricos | (11 spp) |
|                       | (11 spp) |

| Mormyridae                  | peces elefante (~200 spp)  |
| órganos de knollen (pulsos) | peces elefante (~200 spp)  |
| Gymnarchidae                | Pez navaja africano (1 sp) |
| órganos de knollen (ondas)  | Pez navaja africano (1 sp) |

| Sudamérica          | (>100 spp) |
| peces cuchillo      | (>100 spp) |
| Anguilas eléctricas | (3 spp)    |
|                     | (3 spp)    |

| Peces gato eléctricos | (11 spp) |
|                       | (11 spp) |

| Sudamérica          | (>100 spp) |
| peces cuchillo      | (>100 spp) |
| Anguilas eléctricas | (3 spp)    |
|                     | (3 spp)    |

| Peces gato eléctricos | (11 spp) |
|                       | (11 spp) |

| Sudamérica          | (>100 spp) |
| peces cuchillo      | (>100 spp) |
| Anguilas eléctricas | (3 spp)    |
|                     | (3 spp)    |

| Peces gato eléctricos | (11 spp) |
|                       | (11 spp) |

| Sudamérica          | (>100 spp) |
| peces cuchillo      | (>100 spp) |
| Anguilas eléctricas | (3 spp)    |
|                     | (3 spp)    |

| Peces gato eléctricos | (11 spp) |
|                       | (11 spp) |

|  | Torpediniformes (rayas eléctricas) (69 spp) |
|  |                                             |
|  | Rajiformes (rayas) (~200 spp)               |
|  |                                             |

| Mormyridae                  | peces elefante (~200 spp)  |
| órganos de knollen (pulsos) | peces elefante (~200 spp)  |
| Gymnarchidae                | Pez navaja africano (1 sp) |
| órganos de knollen (ondas)  | Pez navaja africano (1 sp) |

| Sudamérica          | (>100 spp) |
| peces cuchillo      | (>100 spp) |
| Anguilas eléctricas | (3 spp)    |
|                     | (3 spp)    |

| Peces gato eléctricos | (11 spp) |
|                       | (11 spp) |

| Sudamérica          | (>100 spp) |
| peces cuchillo      | (>100 spp) |
| Anguilas eléctricas | (3 spp)    |
|                     | (3 spp)    |

| Peces gato eléctricos | (11 spp) |
|                       | (11 spp) |

| Sudamérica          | (>100 spp) |
| peces cuchillo      | (>100 spp) |
| Anguilas eléctricas | (3 spp)    |
|                     | (3 spp)    |

| Peces gato eléctricos | (11 spp) |
|                       | (11 spp) |

| Sudamérica          | (>100 spp) |
| peces cuchillo      | (>100 spp) |
| Anguilas eléctricas | (3 spp)    |
|                     | (3 spp)    |

| Peces gato eléctricos | (11 spp) |
|                       | (11 spp) |

| Mormyridae                  | peces elefante (~200 spp)  |
| órganos de knollen (pulsos) | peces elefante (~200 spp)  |
| Gymnarchidae                | Pez navaja africano (1 sp) |
| órganos de knollen (ondas)  | Pez navaja africano (1 sp) |

| Sudamérica          | (>100 spp) |
| peces cuchillo      | (>100 spp) |
| Anguilas eléctricas | (3 spp)    |
|                     | (3 spp)    |

| Peces gato eléctricos | (11 spp) |
|                       | (11 spp) |

| Sudamérica          | (>100 spp) |
| peces cuchillo      | (>100 spp) |
| Anguilas eléctricas | (3 spp)    |
|                     | (3 spp)    |

| Peces gato eléctricos | (11 spp) |
|                       | (11 spp) |

| Sudamérica          | (>100 spp) |
| peces cuchillo      | (>100 spp) |
| Anguilas eléctricas | (3 spp)    |
|                     | (3 spp)    |

| Peces gato eléctricos | (11 spp) |
|                       | (11 spp) |

| Sudamérica          | (>100 spp) |
| peces cuchillo      | (>100 spp) |
| Anguilas eléctricas | (3 spp)    |
|                     | (3 spp)    |

| Peces gato eléctricos | (11 spp) |
|                       | (11 spp) |

| Mormyridae                  | peces elefante (~200 spp)  |
| órganos de knollen (pulsos) | peces elefante (~200 spp)  |
| Gymnarchidae                | Pez navaja africano (1 sp) |
| órganos de knollen (ondas)  | Pez navaja africano (1 sp) |

| Sudamérica          | (>100 spp) |
| peces cuchillo      | (>100 spp) |
| Anguilas eléctricas | (3 spp)    |
|                     | (3 spp)    |

| Peces gato eléctricos | (11 spp) |
|                       | (11 spp) |

| Sudamérica          | (>100 spp) |
| peces cuchillo      | (>100 spp) |
| Anguilas eléctricas | (3 spp)    |
|                     | (3 spp)    |

| Peces gato eléctricos | (11 spp) |
|                       | (11 spp) |

| Sudamérica          | (>100 spp) |
| peces cuchillo      | (>100 spp) |
| Anguilas eléctricas | (3 spp)    |
|                     | (3 spp)    |

| Peces gato eléctricos | (11 spp) |
|                       | (11 spp) |

| Sudamérica          | (>100 spp) |
| peces cuchillo      | (>100 spp) |
| Anguilas eléctricas | (3 spp)    |
|                     | (3 spp)    |

| Peces gato eléctricos | (11 spp) |
|                       | (11 spp) |

| Mormyridae                  | peces elefante (~200 spp)  |
| órganos de knollen (pulsos) | peces elefante (~200 spp)  |
| Gymnarchidae                | Pez navaja africano (1 sp) |
| órganos de knollen (ondas)  | Pez navaja africano (1 sp) |

| Sudamérica          | (>100 spp) |
| peces cuchillo      | (>100 spp) |
| Anguilas eléctricas | (3 spp)    |
|                     | (3 spp)    |

| Peces gato eléctricos | (11 spp) |
|                       | (11 spp) |

| Sudamérica          | (>100 spp) |
| peces cuchillo      | (>100 spp) |
| Anguilas eléctricas | (3 spp)    |
|                     | (3 spp)    |

| Peces gato eléctricos | (11 spp) |
|                       | (11 spp) |

| Sudamérica          | (>100 spp) |
| peces cuchillo      | (>100 spp) |
| Anguilas eléctricas | (3 spp)    |
|                     | (3 spp)    |

| Peces gato eléctricos | (11 spp) |
|                       | (11 spp) |

| Sudamérica          | (>100 spp) |
| peces cuchillo      | (>100 spp) |
| Anguilas eléctricas | (3 spp)    |
|                     | (3 spp)    |

| Peces gato eléctricos | (11 spp) |
|                       | (11 spp) |

## Peces débilmente eléctricos

El pez elefante es un pez débilmente eléctrico que genera un campo eléctrico con su órgano eléctrico, detecta pequeñas variaciones en el campo con sus electrorreceptores y procesa las señales detectadas en el cerebro para localizar objetos cercanos.

Los peces débilmente eléctricos generan una descarga que normalmente es inferior a un voltio. Son demasiado débiles para aturdir a sus presas y, en cambio, lo utilizan para la navegación, la electrorrecepción junto con los electroreceptores de su piel y la electrocomunicación con otros peces eléctricos. Los principales grupos son los Osteoglossiformes, que incluyen a los Mormyridae (peces elefante) y al pez navaja africano Gymnarchus, y los Gymnotiformes (peces cuchillo sudamericanos). Estos dos grupos han evolucionado de forma convergente, con comportamientos y capacidades similares pero con diferentes tipos de electroreceptores y órganos eléctricos ubicados en lugares diferentes.

## Peces fuertemente eléctricos

Adaptación de impedancia en peces fuertemente eléctricos. Como el agua de mar conduce la electricidad mucho mejor que el agua dulce, los peces marinos operan con corrientes mucho más altas pero con voltajes más bajos.

Los peces fuertemente eléctricos como las anguilas eléctricas, los bagres eléctricos, rayas eléctricas y los uranocospidos, tienen una descarga lo suficientemente potente como para aturdir a sus presas o usarse defensivamente,  y para la navegación. La anguila eléctrica, incluso cuando es muy pequeña en tamaño, puede producir una potencia eléctrica considerable y suficiente corriente para superar el umbral de dolor de muchas especies. A veces incluso saltan fuera del agua para electrificar directamente a posibles depredadores, como se ha probado con un brazo humano.
La amplitud de la salida eléctrica de estos peces puede variar de 10 a 860 voltios con una corriente de hasta un amperio, según el entorno, por ejemplo por la diferente conductividad del agua salada y dulce. Para maximizar la potencia lanzada al entorno, las impedancias del órgano eléctrico y del agua deben coincidir:
- Los peces marinos fuertemente eléctricos producen descargas eléctricas de bajo voltaje y alta corriente. En agua salada, un pequeño voltaje puede generar una gran corriente limitada por la resistencia interna del órgano eléctrico. Por tanto, el órgano eléctrico está formado por muchos electrocitos en paralelo.
- Los peces de agua dulce tienen descargas de alto voltaje y baja corriente. En agua dulce, la potencia está limitada por el voltaje necesario para impulsar la corriente a través de la gran resistencia del medio. Por lo tanto, estos peces tienen numerosas células en serie.[16]

## Órgano eléctrico

### Anatomía

Anatomía de un pez de agua dulce fuertemente eléctrico: los tres órganos eléctricos de la anguila eléctrica. El órgano principal es largo, con una pila de muchos electrocitos en serie para proporcionar un alto voltaje, acorde con la alta impedancia del agua dulce.

Los órganos eléctricos varían ampliamente entre los grupos de peces eléctricos. Evolucionaron a partir de tejidos excitables, eléctricamente activos, que utilizan potenciales de acción para su funcionamiento: la mayoría derivan del tejido muscular, pero en algunos grupos el órgano deriva del tejido nervioso. El órgano puede estar situado a lo largo del eje del cuerpo, como en la anguila eléctrica y el Gymnarchus; puede estar en la cola, como en los peces elefante; o puede estar en la cabeza, como en las rayas eléctricas y los Uranoscópidos.

### Fisiología

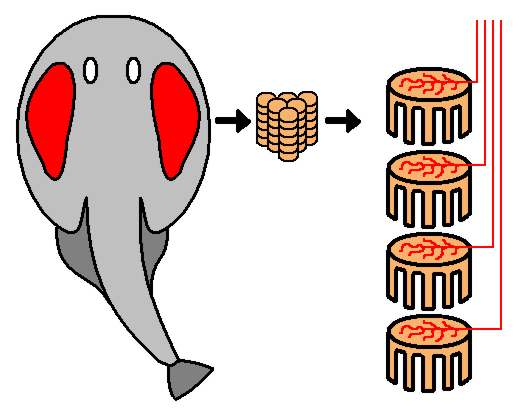
5Una raya eléctrica (Torpediniformes) que muestra órganos eléctricos pareados en la cabeza y electrocitos apilados verticalmente en su interior.

Los órganos eléctricos están formados por electrocitos, células grandes y planas que crean y almacenan energía eléctrica, a la espera de su descarga. Los extremos anteriores de estas células reaccionan a estímulos del sistema nervioso y contienen canales de sodio. Los extremos posteriores contienen bombas de sodio y potasio. Los electrocitos se vuelven polares cuando son activados por una señal del sistema nervioso. Las neuronas liberan el neurotransmisor acetilcolina, lo que provoca que los receptores de acetilcolina se abran y que los iones de sodio fluyan hacia los electrocitos. La entrada de iones de sodio con carga positiva hace que la membrana celular se despolarice ligeramente que, a su vez, hace que los canales de sodio cerrados en el extremo anterior de la célula se abran y una gran cantidad de iones de sodio ingresen a la célula. En consecuencia, el extremo anterior del electrocito se vuelve altamente positivo, mientras que el extremo posterior, que continúa bombeando iones de sodio, permanece negativo. Esto crea una diferencia de potencial (un voltaje) entre los extremos de la célula. Una vez liberado el voltaje, las membranas celulares vuelven a sus potenciales de reposo hasta que se activan nuevamente.

### Patrones de descarga
Las descargas eléctricas de órganos (EOD) deben variar con el tiempo para la electrolocalización, ya sea con pulsos, como en los Mormyridae, o con ondas, como en los Torpediniformes y Gymnarchus, el pez cuchillo africano.  Muchos peces eléctricos también lo utilizan para comunicarse, mientras que las especies fuertemente eléctricas los utilizan para cazar o defenderse. Sus señales eléctricas son a menudo simples y estereotipadas, las mismas en cada ocasión.

## Electrocomunicación
Los peces débilmente eléctricos pueden comunicarse modulando la forma de onda eléctrica que generan. Pueden utilizar esto para atraer pareja y en exhibiciones territoriales.

### Comportamiento sexual
En la señalización sexualmente dimórfica, como en el pez cuchillo fantasma marrón (Apteronotus leptorhynchus), el órgano eléctrico produce señales distintas que son recibidas por individuos de la misma especie o de otras especies. El órgano eléctrico se activa para producir una descarga con una frecuencia determinada, junto con modulaciones cortas llamadas «chirridos» y «aumentos graduales de frecuencia», ambas que varían ampliamente entre especies y difieren entre sexos. Por ejemplo, en el género de peces cuchillo de cristal Eigenmannia, las hembras producen una onda sinusoidal casi pura con pocos armónicos, mientras que los machos producen una forma de onda no sinusoidal mucho más nítida con fuertes armónicos.
Los machos de los peces cuchillo de nariz roma (Brachyhypopomus) producen un «zumbido» eléctrico continuo para atraer a las hembras; esto consume entre el 11 y el 22 % del total de su energía, mientras que la electrocomunicación de las hembras consume solo el 3 %. Los machos grandes producen señales de mayor amplitud, y éstas son las preferidas por las hembras. El costo para los machos se reduce debido a un ritmo circadiano, con más actividad coincidiendo con el cortejo y el desove nocturnos, y menos en otros momentos.

### Comportamiento antidepredador
Los bagres eléctricos (Malapteruridae) utilizan frecuentemente sus descargas eléctricas para alejar a otras especies de sus refugios, mientras que con su propia especie tienen peleas ritualizadas con exhibiciones de boca abierta y a veces mordiscos, pero rara vez utilizan descargas eléctricas de sus órganos.
El patrón de descarga eléctrica de los peces cuchillo de nariz roma es similar a la descarga electrolocativa de bajo voltaje de la anguila eléctrica. Se piensa que esto es una forma de mimetismo batesiano de la poderosamente protegida anguila eléctrica.
Los peces que se alimentan de peces electrolocalizadores pueden «escuchar a escondidas»  las descargas de sus presas para detectarlas. El bagre de dientes afilados africano (Clarias gariepinus) puede cazar al mormírido débilmente eléctrico, Marcusenius macrolepidotus, de esta manera. Esto ha llevado a las presas, en una carrera armamentista evolutiva, a desarrollar señales más complejas o de mayor frecuencia que son más difíciles de detectar.

### Respuesta para evitar interferencias

Cuando un pez cuchillo de cristal se encuentra con un vecino con una frecuencia muy similar, uno de los peces aumenta su frecuencia y el otro la disminuye como respuesta de evitación de interferencias.

Ya en la década de 1950 se había teorizado que los peces eléctricos que se encontraban cerca unos de otros podrían experimentar algún tipo de interferencia. En 1963, Akira Watanabe y Kimihisa Takeda descubrieron la respuesta de evitación de interferencias en los Eigenmannia. Cuando dos peces se acercan uno al otro, sus campos eléctricos interfieren, lo que crea un ritmo con una frecuencia igual a la diferencia entre las frecuencias de descarga de los dos peces. La respuesta de evitación de interferencias entra en juego cuando los peces se exponen a un ritmo lento. Si la frecuencia del vecino es mayor, el pez baja su frecuencia, y viceversa.  Walter Heiligenberg descubrió en 1975 una respuesta de evitación de interferencias similar en el distante Gymnarchus niloticus, el pez cuchillo africano, en otro ejemplo de evolución convergente entre los peces eléctricos de África y Sudamérica. Tanto los mecanismos computacionales neuronales como las respuestas conductuales son casi idénticos en los dos grupos.